# Tailandia en los Juegos Olímpicos de Múnich 1972
Tailandia estuvo representada en los Juegos Olímpicos de Múnich 1972 por un total de 33 deportistas masculinos que compitieron en 7 deportes.
El portador de la bandera en la ceremonia de apertura fue el tirador Rangsit Yanothai. El equipo olímpico tailandés no obtuvo ninguna medalla en estos Juegos.